# Wyeomyia ininicola
Wyeomyia ininicola är en tvåvingeart som beskrevs av Fauran 1974. Wyeomyia ininicola ingår i släktet Wyeomyia och familjen stickmyggor.
Artens utbredningsområde är Franska Guyana. Inga underarter finns listade i Catalogue of Life.